# کویچی تاناکا
کویچی تاناکا (به ژاپنی: 田中 耕) ‏ (متولد ۳ اوت ۱۹۵۹) مهندس ژاپنی و برنده جایزه نوبل شیمی
در سال ۲۰۰۲ «برای توسعه روش‌های شناسایی و تجزیه و تحلیل ساختار مولکول‌های بیولوژیکی و توسعه طیف نگاری با رزونانس مغناطیسی هسته‌ای»
است.

## زندگی‌نامه
تاناکا در تویاما، ژاپن زاده و بزرگ شده‌است. تحصیلات خود را از تویاما آغاز کرد و مدرک مهندسی خود را از دانشگاه توهوکو گرفت.